# Kedist Deltour
 (avril 2021).
Kedist Deltour est un mannequin belgo-éthiopien qui a été élue Miss Belgique 2021.

## Biographie
Elle est née en Éthiopie à Addis-Abeba.
À huit ans, sa mère décède d'un cancer et une année plus tard, son père l'abandonne ainsi que ses frère et sœur cadets dans un orphelinat. C'est à dix ans que Kedist est adoptée par une famille belge originaire de Flandre Occidentale.
Kedist Deltour est coiffeuse, elle est occasionnellement mannequin et a déménagé pour vivre à Nazareth en Flandre Orientale.
En 2020, elle remporte le titre de Miss Flandre Occidentale, ce qui lui permettra de gagner l'élection de Miss Belgique 2021. Elle est la deuxième flamande occidentale à remporter Miss Belgique après Joke Van de Velde en 2000.
Kedist représente son pays au concours Miss Univers 2021 lors duquel elle ne parvient pas à se classer, puis au concours Miss Monde 2023 où elle atteint le Top 40 mais chute à cause de ses hauts talons lors de la Top Model Competition,.